# Universidad Nueva Esparta
La Universidad Nueva Esparta es una universidad privada venezolana. Fue fundada en 1954 por Juan Bautista Marcano Marcano. 
La universidad está ubicada en Los Naranjos, en el este de Caracas, y empezó como un instituto hasta obtener los requisitos para convertirse en una universidad. Ofrece carreras tales como ingeniería de computación, ingeniería civil, ingeniería electrónica, turismo y diseño gráfico.
La Universidad Nueva Esparta también es un centro de votación.